# Госпорт
Го́спорт (англ. Gosport) — город и порт в графстве Гэмпшир Великобритании, образует административный район (боро).

## География
Госпорт входит в графство Хэмпшир. Он располагается на южном побережье Англии по координатам 50°47′42″ с. ш. 1°07′27″ з. д., занимает полуостров, окаймляющий  Портмутскую гавань с запада, и имеет паромное сообщение с Портсмутом, находящимся на противоположной стороне залива. Общая площадь Госпорта составляет 25,29 км².

## История
Основанный в англосаксонские времена, город носил название Роунер (Rowner). Поселение Алверсток на том же месте упоминается в переписи Генриха-завоевателя 1086 года. Название Госпорт впервые встречается в 1241 году. До XVII века был в тени расположенного рядом Портсмута. В 1678 году королевским указом официально начато строительство городских укреплений.

## Экономика
Город тесно связан с судостроением, судоходством и Королевским флотом. Был местом постройки многих кораблей для флота. Традиционно — база британского подводного флота. С появлением атомных подводных лодок уступил эту роль базам в Фаслейн и Девонпорт. До 2002 года — место расположения школы подводного плавания и курса подготовки командиров-подводников.

## Достопримечательности
Среди примечательных мест города — укрепления времён нормандского завоевания, а также Королевский госпиталь Хаслар (в настоящее время закрыт). На территории бывшего госпиталя располагается музей подводного флота. На кладбище госпиталя находится братская могила моряков; отдельным крестом отмечено захоронение российских моряков эскадры адмирала Сенявина, умерших во время стоянки на портсмутском рейде в 1808—1809 годах.

## Известные личности
- Генри Адамс — английский натуралист и конхиолог.
- Ричард Доусон — американский актёр, комик.